# 羅揚鞭

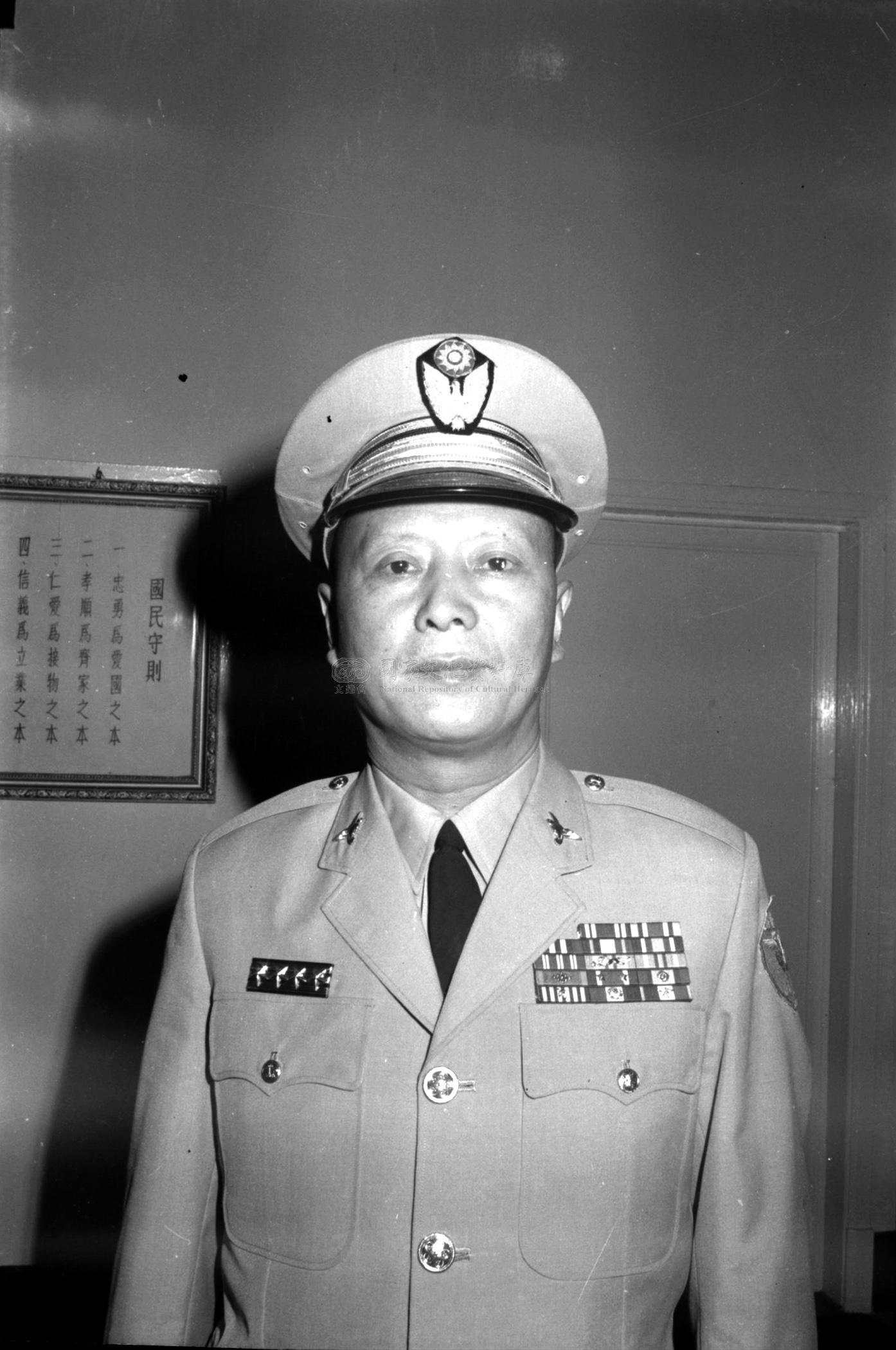
攝於1968年

罗扬鞭（1915年—1974年），别字奇峰，湖南邵阳人。中央軍校第十一期工兵科长、沙妙高峰中学、中央军官训练团高级班、陆军大学第十八期、台湾圆山军官训练团石牌联战班第二期、国防大学第四期等學校畢業。抗日战争爆发后，任國民革命軍排、连、营长，第二十六集团军总司令部参谋处中校作战科长、第七十五军六师十六团上校团长。先后参加鄂北战役、随枣战役和长衡战役。

## 生平经历
1947年秋起任第六师参谋长，第六绥靖区司令部第三处少将处长、代理副参谋长，第六师副师长，浙江省警备总司令部代参谋长兼浙江省保安第三旅旅长。
1949年7月到台湾，任第九十六师师长，第四十六师师长，台东师管区司令兼台东守备司令。
1957年起任第二军副军长，陆军预备部队训练司令部参谋长，第九军军长。
1961年冬授陆军中将，转任第一军军长。
1963年底后任第二军团副司令官，金门防卫副司令，政治作战学校校长，台湾省政府警务处长兼台北市警察局长。
1972年任宪兵司令部司令。
1974年1月26日在台北逝世。遗作收入《罗扬鞭中将纪念集》。